# Wysox Township (Illinois)
Die Wysox Township ist eine von 12 Townships im Carroll County im Nordwesten des US-amerikanischen Bundesstaates Illinois.

## Geografie
Die Wysox Township liegt Nordwesten von Illinois rund 30 km östlich des Mississippi, der die Grenze zu Iowa bildet. Der  Die Grenze zu Wisconsin befindet sich rund 60 km nördlich. Der Rock River befindet sich rund 20 km südlich.
Die Wysox Township liegt auf 41°58′28″ nördlicher Breite und 89°48′13″ westlicher Länge und erstreckt sich über 97,99 km². 
Die Wysox Township liegt im Südosten des Carroll County an der Grenze zum Whiteside County. An die Wysox Township grenzen im Westen an die Fairhaven Township, im Nordwesten an die Salem Township, im Norden an die Rock Creek-Lima Township und im Osten an die Elkhorn Grove Township.

## Verkehr
Durch die Township verläuft von Nordwesten nach Südosten die Illinois State Route 40. Diese trifft dort auf eine Reihe von County Roads und weiter untergeordneter und zum Teil unbefestigter Straßen.
Durch die Township verläuft eine Eisenbahnlinie, die von Chicago nach Westen führt.
Der nächstgelegene Flugplatz ist der rund 35 km westlich gelegene Tri-Township Airport südlich der Stadt Savanna.

## Bevölkerung
Bei der Volkszählung im Jahr 2010 hatte die Township 1366 Einwohner. Neben Streubesiedlung gibt es in der Wysox Township mit Milledgeville eine selbstständige Gemeinde (mit dem Status „Village“).